# Hildegard Ochse
Hildegard Maria Helene Ochse (nata Römer; Bad Salzuflen, 7 dicembre 1935 – Berlino, 28 giugno 1997) è stata una fotografa tedesca.

## Biografia
Hildegard Maria Helene Römer nacque il 7 dicembre 1935 a Bad Salzuflen. Suo padre era il professore di lingue Arthur Peter Maria Römer (1893-1957) e la madre la dottoressa Emma Maria Krusemeyer (1894-1964).
All’età di 16 anni, dopo aver vinto una borsa di studio, si trasferì a Rochester, nello stato confederato di New York, dove per un anno fu ospite di una famiglia americana il cui padre lavorava come chimico nel dipartimento di sviluppo della ditta Eastman Kodak. Durante questo anno Hildegard imparò i principi e le tecniche di base della fotografia. Tornò con il diploma Senior High-Scool ed altre distinzioni in tasca sulla famosa nave italiana T/N Andrea Doria, conosciuta per le tante opere d’arte che si trovavano a bordo.
Nel 1955 Hildegard conseguì la maturità a pieni voti ed iniziò lo studio di lingue e letteratura romanze così come di storia dell’Arte all’Università di Friburgo in Brisgovia con Hugo Friedrich e Kurt Bauch. Durante gli studi viaggiò spesso in Svizzera, Italia e Francia. Nel 1957 vinse una borsa di studio a Aix-en-Provence e sposò il filologo classico Horst Ochse, da cui ebbe 4 figli.
Nel 1975 Hildegard scoprì la sua passione per la fotografia e l’interesse per l’arte. Studiò come autodidatta nei corsi di Hans Heinz Abel (DGPh) (in tedesco: Deutschen Gesellschaft für Photographie)  e alla scuola serale di Berlino-Zehlendorf. In seguito studiò alla Werkstatt für Photographie (laboratorio della fotografia), fondata nel 1976 da Michael Schmidt, dove frequentò i corsi di Ulrich Görlich, Wilmar Koening, Lewis Baltz, John Gossage, Ralph Gibson e Larry Fink e del fotografo tedesco André Gelpke. Hildegard creò immagini per se stessa piuttosto che lavori su commissione, seguendo le sue pulsioni interiori.
Solo pochi anni dopo aver iniziato la sua carriera fotografica una serie delle sue opere fu acquistata dalla Berlinische Galerie. Già nel 1978 iniziò ad insegnare la fotografia al centro mediale (in tedesco: Landesbildstelle) di Berlino e alla Scuola Superiore di Pedagogia di Berlino (in tedesco: Pädagogische Hochschule).
Dopo la saparazione da suo marito nel 1980 riuscì ad affermarsi a Berlino come autrice fotografica (in tedesco: Autorenfotografin). Ebbe incarichi e organizzò esposizioni in Germania e all’estero. Dal 1987 in poi studiò la lingua ebraica e scienze giudaiche, andava spesso nella sinagoga e si recò più volte in Israele.
Dopo un periodo di malattia nel 1995 le fu diagnosticata la leucemia e l'artista morì nel 1997 all‘età di 61 anni. Dopo la sua morte le sue opere furono esposte in diverse rinomate gallerie d'arte ed istituzioni di fotografia a Berlino e in Germania.

## Opere
- 1979: Natur in der Stadt, Großstadtvegetation (Vegetazione della grande città)
- 1979: Venedig (Venezia)
- 1980: No Future – Café M_
- 1980: Landschaften – (Dänemark am Strand) (Paesaggi)
- 1980–83: Aspetti di Berlino
- 1981: Großstadtkirchen (Grandi chiese della città)
- 1982: Bosa
- 1983: Topographische Sequenzen der Stadt und ihre wechselnden Landschaften (Sequenze topografiche della città e dei suoi paesaggi mutevoli)
- 1983: Gastland Bundesrepublik Deutschland (Paese ospitante Repubblica Federale di Germania)
- 1983: Haus Marck: 7 Tage – 77 Fotografien (Casa Marck: 7 Giorni - 77 Fotografie)
- 1983: Bomarzo
- 1984: Das Dorf D. (Villaggio D.)
- 1985: Filicudi
- 1985: Menschenbilder das fotografische Portrait (Immagini di persone il ritratto fotografico)
- 1986–87: Der Eid auf die Verfassung (Il giuramento alla Costituzione)
- 1987: KPM – Königlich Preußische Porzellanmanufaktur (KPM - Manifattura reale prussiana di porcellana)
- 1989: Jerusalem (Stadt der Steine) (Gerusalemme - Città delle pietre)
- 1989: In Memoriam! (In memoriam!)
- 1989–90: Metamorphose (Metamorfosi)
- 1990: Wanderung durch Mark-Brandenburg (Escursione attraverso Mark-Brandenburg)
- 1990-91: Kinder (Bambini)
- 1991: Normandie (Normandia)

## Mostre
- 1978: Galleria Franz Mehring, mostra collettiva, Berlino, Germania.
- 1979: Galleria Mutter Fourage, Berlino, Germania.
- 1983: Galleria Fioretta d'arte, Rispecchio, mostra collettiva, Padua, Italia.
- 1983: Galleria II Diaframma-Canon, Gastland Bundesrepublik Deutschland (Paese ospitante Repubblica Federale di Germania), mostra collettiva, Milano, Italia.
- 1984: HdK - Universität der Künste Berlin (Università delle belle arti Berlino), Bilder einer Ausstellung (Immagini di un'esposizione), mostra personale, Foyer des Theatersaals, Berlino, Germania.
- 1985: Galleria fotografica comunale, Centro Culturale Pubblico Polivalente, Aspetti di Berlino, Ronchi dei Legionari bei Triest, Italia.
- 1987: Martin-Gropius-Bau, Berlin - Stadtfotografie / Topographische Sequenzen der Stadt und ihre wechselnden Landschaften (Sequenze topografiche della città e dei suoi paesaggi mutevoli), Festspielgalerie 750 Jahre Berlino, mostra collettiva, Berlino, Germania.
- 1991: Galleria Inselstraße 13, Métamorphose, mostra collettiva, Berlino, Germania.
- 1992: Museo di storia locale Wedding, Frauenzimmer – Frauenräume (Voce della Donna - Spazi per le donne), mostra collettiva, Berlino, Germania.
- 2004: Taranaki Art Gallery, Metamorphose, mostra personale, New Plymouth, Nuova Zelanda.
- 2009: Haus der Brandenburgisch-Preußischen Geschichte (Casa di Storia Brandeburgo-Prussia), Wanderung durch Mark-Brandenburg (Escursione attraverso Mark-Brandenburg), Potsdam, Germania.
- 2009: Rappresentanza della Commissione europea in Germania, Mauerfall 1989 (Caduta del Muro di Berlino 1989), mostra collettiva, Berlino, Germania.
- 2009: Galleria nel Kulturhaus Karlshorst, 20 Jahre Fall der Mauer (Ventesimo anniversario della caduta del Muro di Berlino), mostra collettiva, Berlino, Germania.
- 2010: Cafe Club International, Ulysses im Zeitalter von facebook und twitter (Ulysse nell'era di facebook e twitter), mostra collettiva, Vienne, Austria.
- 2012: Haus am Kleistpark (Casa al Kleistpark), Hildegard Ochse (1935–1997) – Das Vermächtnis einer Autorenfotografin (Hildegard Ochse - L'eredità di un Autore fotografo), mostra personale, Berlino, Germania[3].
- 2013: Landtag Brandenburg (Parlamento del Brandeburgo), Wendezeit 1989–1991, mostra personale, Potsdam, Germania[4].
- 2014: 18m Salon, BÜROZEIT u.a. Ansichten einer Autorenfotografin (ORARIO UFFICIO, a.o. opinioni di un Autore fotografo), mostra personale, Berlino, Germania.
- 2015: Kommunale Galerie Berlin (Galleria comunale di Berlino), Hildegard Ochse - Zwischen eigener Sicht und authentischer Realität (Hildegard Ochse - Tra la propria visione e la realtà autentica), mostra personale, Berlino, Germania[5].
- 2016: C/O Berlin, Kreuzberg – Amerika : Werkstatt für Photographie 1976–1986 (Kreuzberg - America : Werkstatt für Photographie 1976-1986), mostra collettiva, Berlino, Germania[6].
- 2017: Photoplatz c/o Rissmann, Anfang und Ende (Inizio e Fine), mostra personale, Berlino, Germania
- 2018: Galleria Schwalenberg / Lippisches Landesmuseum, Starke Frauen in der Kunst – Künstlerinnen im Aufbruch zur Moderne (Donne forti nell'arte - Donne artiste all'alba della modernità), mostra collettiva, Schwalenberg, Germania[7].
- 2018: Galleria del Forum di Heidelberg per l'arte, Begegnung mit der Wirklichkeit (Incontro con la realtà), mostra collettiva, Heidelberg, Germania[8].
- 2018: Reinbeckhallen, Geld – Wahn – Sinn (Soldi - Delusione - Senso), mostra collettiva, Berlino, Germania[9].
- 2019: Memoriale del Muro nel Bundestag tedesco, Was geht – was bleibt (Cosa va - cosa resta), mostra collettiva, Berlino, Germania[10].
- 2020: Museo d'arte Dieselkraftwerk Cottbus, 1990. Fotografische Positionen aus einem Jahr, über ein Jahr (1990. Posizioni fotografiche a partire da un anno, oltre un anno), mostra collettiva, Cottbus, Germania[11].
- 2020: Galleria nel museo di Tempelhof: Wild & Ochse – Zoologische Ansichten (Wild & Ochse - Viste zoologiche), mostra collettiva, Berlino, Germania[12].
- 2020: Galleria Beate Brinkmann: Filicudi - Seestücke und Felsen (Filicudi - Paesaggi marini e rocce), EMOP 2020, mostra personale, Berlino, Germania[13][14].

## Collezioni
- Collezione d'arte nel Bundestag[15]
- Collezione d'arte nel Museo d'arte Dieselkraftwerk Cottbus
- Collezione d'arte nella Berlinische Galerie[16]
- Collezione d'arte nella Universität der Künste Berlin